# Alfred Loretto
Alfred Loretto (eigentlich Emil Adolf Alfred Färber; * 12. Dezember 1878 in Berlin; † 4. Mai 1945 ebenda) war ein deutscher Filmschauspieler.

## Leben und Wirken
Der Sohn des Tischlers Adolf Färber und dessen Frau Luise, geb. Möser, wuchs in Berlin auf. Über seine Jugendzeit und Ausbildung ist nichts bekannt. Als er 1916 die Maschinenarbeiterin Anna Straub heiratete, verdiente er seinen Lebensunterhalt als Artist. Vermutlich stieß er mit seiner Frau bereits zu dieser Zeit zum Film, nachweisbar ist er jedoch erst ab 1927, als er unter seinem Künstlernamen Alfred Loretto in einer Reihe ambitionierter Produktionen der ausgehenden Stummfilmzeit mitwirkte. Neben Inszenierungen Harry Piels (Rätsel einer Nacht, Seine stärkste Waffe) waren darunter auch Ernő Metzners avantgardistischer Kurzfilm Polizeibericht Überfall und Fritz Langs Science-Fiction-Film Frau im Mond.
Alfred Loretto trat durchweg mit Chargenrollen in Erscheinung und spielte meist einfache Leute aus dem Volk mit teils zwielichtigem Anstrich, manchmal aber auch Autoritätspersonen wie einen Polizeiwachtmeister, einen Feldwebel oder einen Kapitän. Der Übergang zum Tonfilm gelang ihm, krankheitsbedingt musste er sich aber 1931 aus dem Filmgeschäft zurückziehen. Zuletzt in verschiedenen Heimeinrichtungen wohnhaft, starb Alfred Loretto wenige Tage vor dem Ende des Zweiten Weltkriegs an einem Schlaganfall.
Seine Frau, die sich 1939 von ihm scheiden ließ und den Requisiteur Fritz Bollenhagen ehelichte, war als Garderobiere bei etlichen deutschen Großfilmprojekten der 1930er und 1940er beschäftigt und firmierte beruflich als Anny Loretto.

## Filmografie
- 1927: Wochenendzauber
- 1927: Rätsel einer Nacht
- 1927: Der falsche Prinz
- 1928: Großstadtjugend
- 1928: Das Spreewaldmädel
- 1928: Seine stärkste Waffe
- 1928: Polizeibericht Überfall
- 1928: Der Unüberwindliche
- 1929: Das Schiff der verlorenen Menschen
- 1929: Dich hab’ ich geliebt
- 1929: Rosen blühen auf dem Heidegrab
- 1929: Frau im Mond
- 1930: Stürmisch die Nacht
- 1931: M
- 1931: Mitternachtsliebe
- 1931: Das verlorene Paradies